# (10579) Diluca
(10579) Diluca (1995 OE) – planetoida z grupy pasa głównego asteroid okrążająca Słońce w ciągu 5,35 lat w średniej odległości 3,06 j.a. Odkryta 20 lipca 1995 roku.